# Jean-Louis Minne
Jean-Louis Minne, né à Saint-Gilles (Bruxelles) en septembre 1876 et mort à Uccle (Bruxelles) en juin 1951, est un peintre belge qui vécut et travailla principalement durant la première moitié du XXe siècle.
Peintre amoureux des paysages et de la forêt, il étudie et interprète magistralement les variations de lumières. Il a laissé une collection importante de peintures à l’huile, pastels, aquarelles et dessins.